# Pierre Auguste Roques
Pierre Auguste Roques (Marseillan, 28 dicembre 1856 – Saint-Cloud, 26 febbraio 1920) è stato un generale francese, considerato il vero creatore ed organizzatore dell'Aéronautique Militaire, fu strenuo fautore dell'uso militare degli aeroplani. Nel corso della prima guerra mondiale comando dapprima il XII Corpo d'armata, e quindi in successione la Ie e la IVe Armée. Fu Ministro della guerra durante il quinto governo Briand.

## Biografia
Nacque a Marseillan il 28 dicembre 1856 in una famiglia di origini modeste, e fin dall'infanzia si distinse per la sua viva intelligenza. Grazie ad una borsa di studio riuscì a prepararsi per il concorso che gli permise di entrare all'École polytechnique, dove divenne amico di Joffre, e si diplomò artigliere.
All'uscita dalla scuola optò per essere assegnato al Genio militare in cui si distinse durante numerose campagne in Tonchino, Algeria e Madagascar, per la costruzione di ferrovie, ponti e strade.
Promosso al grado di tenente presso il 2º Reggimento genieri (1879), come capitano venne distaccato presso una colonna militare impegnata in una spedizione a sud di Orano (Algeria) nel 1882. Divenne comandante di battaglione nel 1892, e tenente colonnello nel 1898. Con il grado di colonnello, nel 1901 fu nominato Direttore del genio e dei lavori pubblici del Madagascar, mentre nel 1906 assunse l'incarico di direttore del genio presso il Ministero della guerra e ispettore generale della nascente aeronautica militare francese. Promosso al grado di generale di brigata il 23 marzo 1906, fu elevato al rango di generale di divisione il 27 dicembre 1909.
Tra il 20 febbraio 1908 e il 28 ottobre 1910 fu membro del Comitato tecnico per le truppe coloniali. Dall'8 novembre dello stesso anno al 9 aprile 1912 fu ispettore permanente dell'Aéronautique Militaire. Quello stesso giorno assunse l'incarico di comandante della 7ª Divisione di fanteria, mantenendolo fino al 18 marzo 1913. Il 18 agosto dello stesso anno divenne comandante del XII Corpo d'armata, appartenente alla IVe Armée  del generale Fernand de Langle de Cary.

### La prima guerra mondiale
Guidò la sua unità nelle fasi iniziali della prima guerra mondiale, combattendo durante la Battaglia delle frontiere e in quella delle Ardenne, distinguendosi durante i combattimenti di Pin, Izel, Mouzon, sulla Mosa e a Vitry. Partecipò successivamente alla battaglia della Marna e a quella della Champagne. Il 5 gennaio 1915 sostituì il generale Auguste Dubail al comando della Ie Armée, schierata sulla linea dei Vosgi, partecipando alla battaglia della Woëvre.

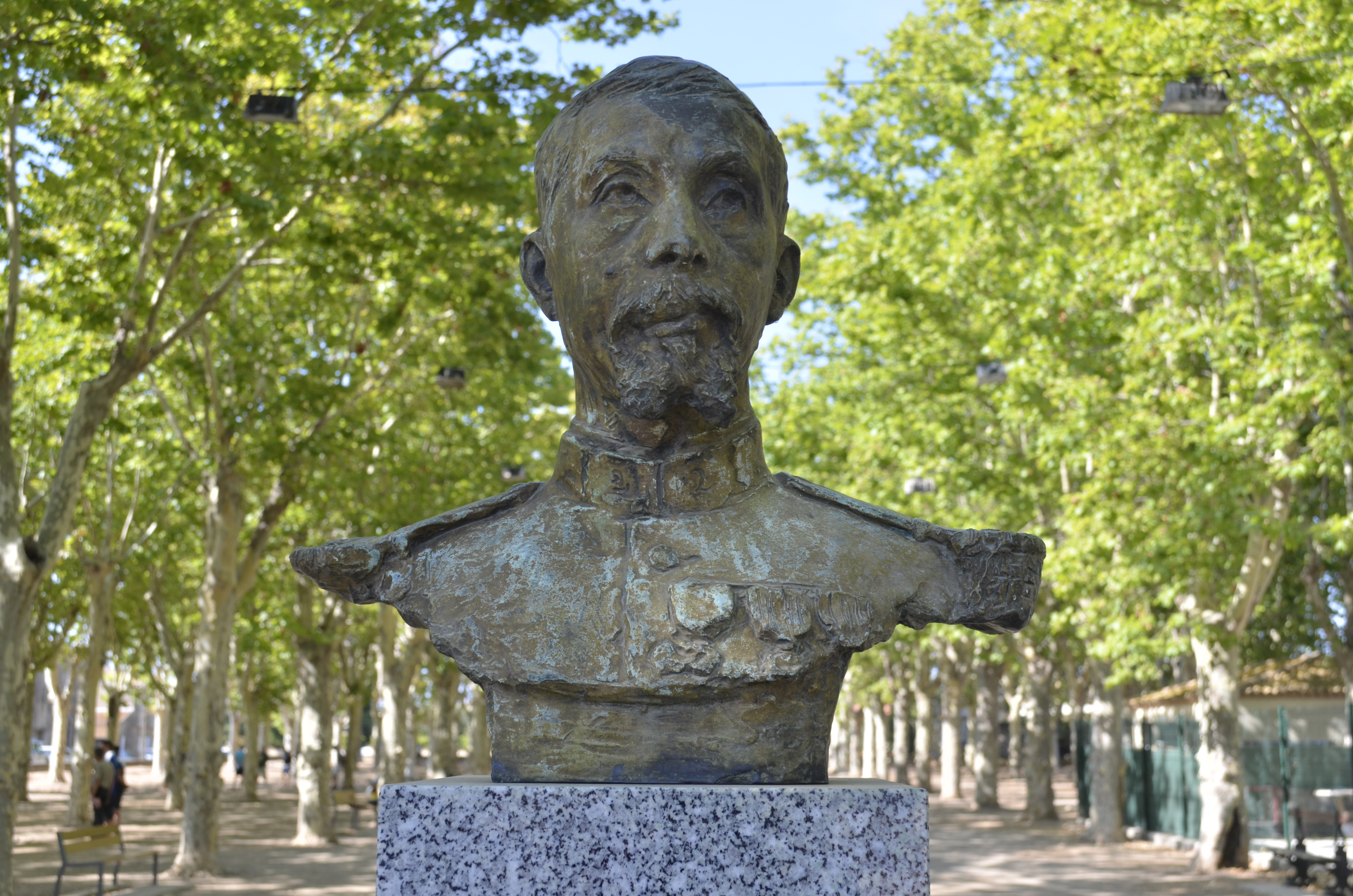
Busto del generale Roques a Marseillan, suo paese natale.

Considerato molto vicino alle posizioni del comandante supremo dell'esercito, generale Joffre, il 16 marzo 1916 sostituì il generale Gallieni  come Ministro della guerra nel quinto governo Briand. Dopo aver effettuato un'ispezione presso il comando dell'Armée d'Orient a Salonicco nel mese di ottobre, entrò nel conflitto personale che vedeva contrapposti Joffre e il comandante dell'armata, generale Sarrail. Al termine dell'ispezione redasse un rapporto favorevole al generale Sarrail, che fu letto alla Camera dei Deputati, prendendone le difese ed entrando così in contrasto con Joffre. Questo fatto, unito alle scarse prove fornite dalle truppe alleate a Verdun, sulla Somme e in Romania, provocò la caduta del governo Briand. 
Con la nomina del nuovo governo, 12 dicembre dello stesso anno fu sostituito come Ministro della guerra dal generale Hubert Lyautey, passando al comando della IVe Armée. Il 26 marzo 1917 assunse l'incarico di Ispettore generale dei lavori e dell'organizzazione della zona di guerra, e dopo la fine delle ostilità, il 23 novembre 1918, divenne Presidente del comitato tecnico del genio. Il 28 dicembre successivo fu posto in posizione di riserva, abbandonando entrambi gli incarichi il 24 febbraio 1919 quando si ritirò definitivamente a vita privata.
Si spense a Saint-Cloud il 26 febbraio 1920, venendo inizialmente inumato nel Cimitero di Marseillan. Successivamente la salma fu traslata presso l'Hôtel des Invalides a Parigi, dove si trova tuttora. Le sue carte personali sono conservate presso gli Archives nationales sotto la sigla 438AP. La città di Parigi e il comune di Prades (Pirenei orientali) gli hanno intitolato una via.

### Il suo contributo allo sviluppo dell'aviazione militare francese

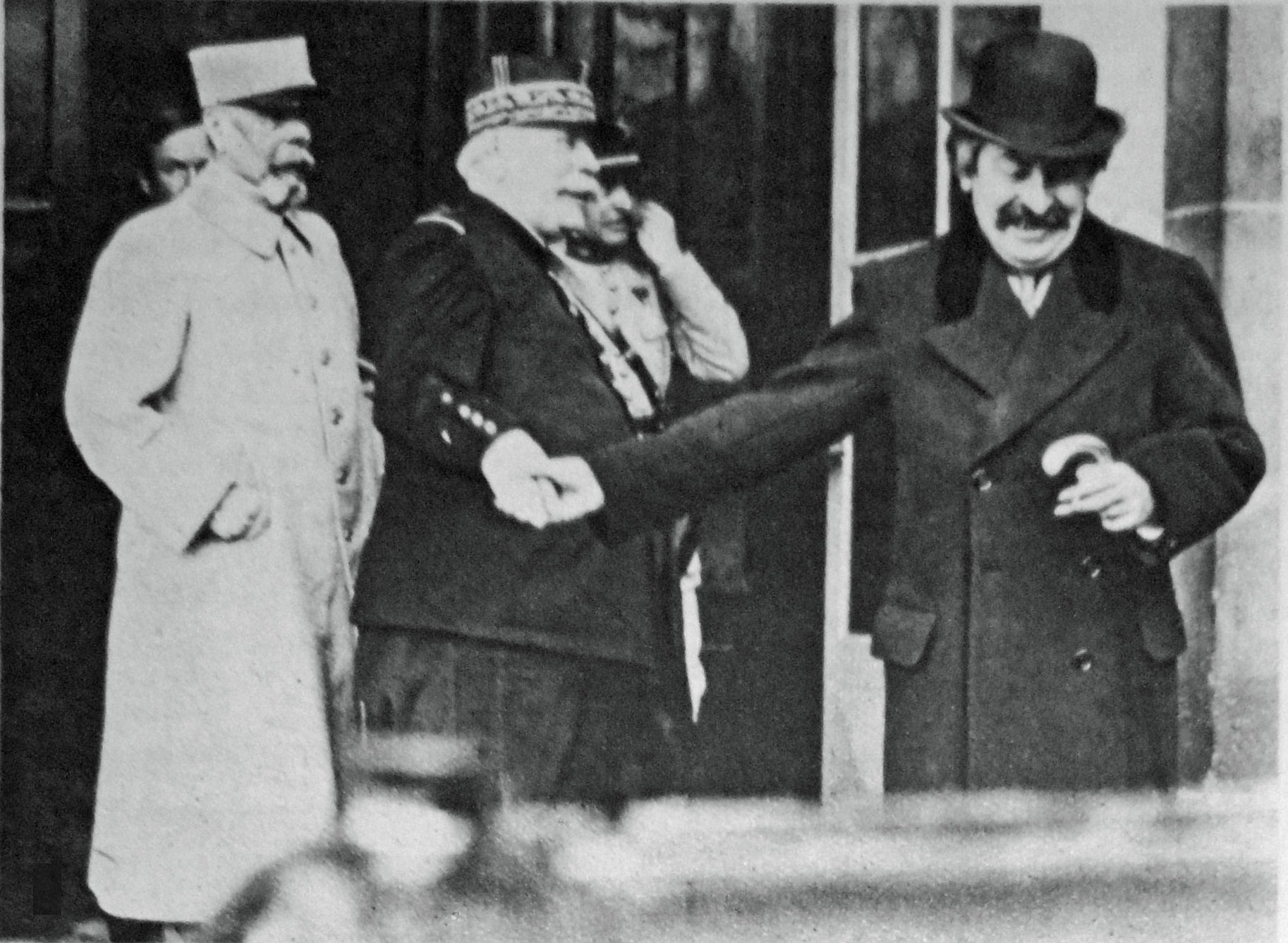
Come Ministro della guerra in compagnia di Joffre e Briand.

Come Direttore del Genio militare nel 1906 si occupò della gestione del nascente settore dell'aviazione in Francia. Egli comprese subito le opportunità e i vantaggi offerti in ambito militare dalle nuove macchine volanti, come la direzione del tiro dell'artiglieria e le missioni di ricognizione per conoscere la posizione del nemico. Egli dichiarò ai suoi colleghi ed ai suoi superiori che: Gli aeroplani sono oggi indispensabili all'Esercito come i cannoni e i fucili. È verità da accettare di buon grado.
Malgrado lo scetticismo espresso dallo Stato maggiore, che considerava ancora l'aviazione come uno sport, egli lavorò duramente per creare ed organizzare l'aviazione militare. Nel 1911 indisse un concorso per l'acquisto di aerei militari che si tenne a Reims, il primo mai svoltosi al mondo per tale materia. Questo concorso permise all'aeronautica militare di acquistare scientificamente i suoi primi velivoli. Sua fu la decisione di chiamare Escadrilles gli établissements d'aéronautique dell'epoca, mentre gli aeroplani furono ridenominati aerei come tributo all'ingegnere Clément Ader con il quale egli intratteneva regolare corrispondenza. Inoltre redasse il carnet d'emploi du temps des pilotes, divenuto in seguito il libretto di volo ancora oggi in uso presso i piloti d'aviazione.

### Annotazioni
1. ↑  Secondo alcuni storici l'isola del Madagascar deve molto a lui per il suo sviluppo nel settore delle infrastrutture.
2. ↑  In quella data fu sostituito dal generale Auguste Hirschauer.
3. ↑  In lingua francese: Les aéroplanes sont aussi indispensables aux Armées que les canons et les fusils. C’est une vérité qu’il faut accepter de bon gré, sous peine d’avoir à la subir de force.

### Fonti
1. 1 2 3 4 5 6 7 8 9 10 11 12 13 14 15 16 17 18  Tucker, Roberts 2005, p. 1005.
2. ↑  Senior 2012, p. 92.
3. ↑  Senior 2012, p. 103.
4. ↑  Salle des inventaires virtuelle
5. 1 2  Hallion 2003, p. 310.
6. 1 2  Hallion 2003, p. 233.